# Hotel Plaza
L'hotel Plaza (Plaza Hotel) è un noto albergo di lusso di New York, la cui grande fama lo ha reso scenario di numerose riprese cinematografiche.
È un edificio storico e pertanto rientra nel National Trust for Historic Preservation.

## Storia

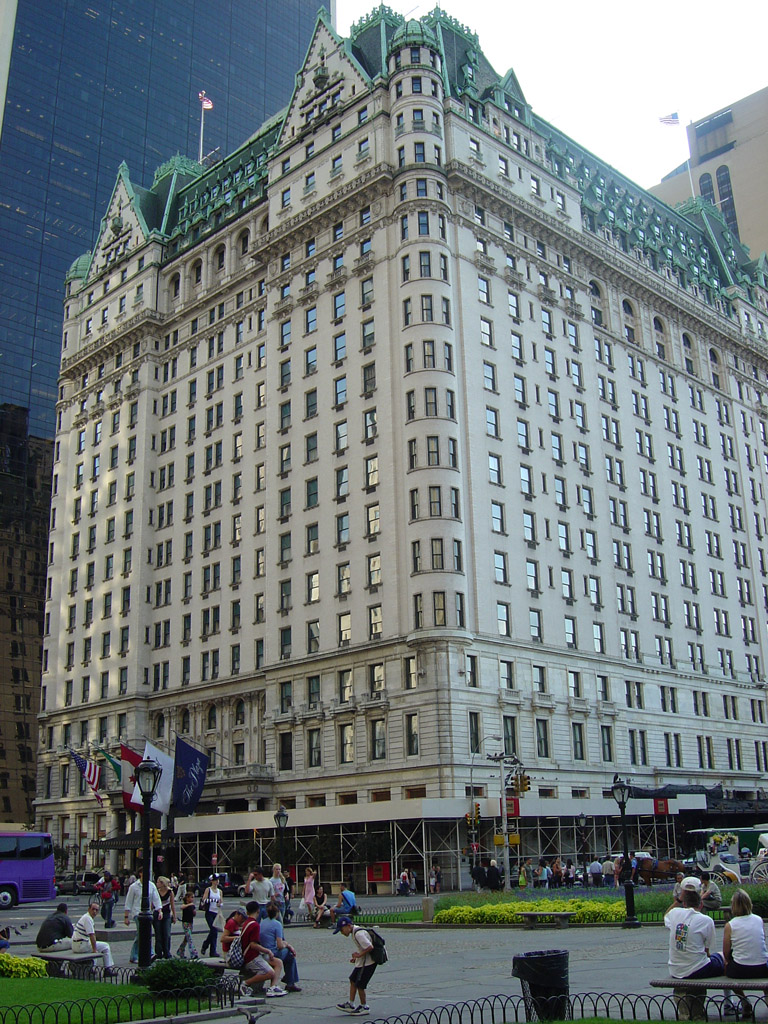
Un'immagine dell'hotel

Progettato da Henry Janeway Hardenbergh, aprì al pubblico il 1º ottobre 1907 e fu il secondo albergo a chiamarsi con lo stesso nome. La costruzione nel nuovo hotel Plaza costò 12,5 milioni di dollari e dovette da subito misurarsi con la fama dei due maggiori alberghi di lusso del tempo: l'Ansonia e il Waldorf-Astoria Hotel.
Nel 1943 l'hotel venne acquistato dal noto imprenditore alberghiero Conrad Hilton per 7,4 milioni di dollari e venne ammodernato con un costo di circa 6 milioni. Da allora l'hotel, già simbolo internazionale del lusso, divenne ambita sede di innumerevoli riprese cinematografiche ed eventi mondani dell'alta società americana e mondiale, nonché luogo prescelto dalle maggiori celebrità del tempo; tra i tanti figurano i The Beatles nella loro prima tappa della tournée americana nel febbraio 1964.
Il 28 novembre 1966 in onore di Catherine Graham, Truman Capote vi celebrò il suo Ballo in bianco e nero nel grande salone delle feste, mentre nel 1971 fu protagonista della famosa commedia cinematografica diretta da Arthur Hiller intitolata Appartamento al Plaza.
Nel settembre del 1985 l'hotel fu sede di uno storico incontro diplomatico internazionale in cui vennero sanciti gli Accordi del Plaza. Essi furono sottoscritti dai rappresentanti di Stati Uniti d'America, Giappone, Repubblica Federale Tedesca, Francia e Regno Unito e secondo tali dettami il dollaro venne svalutato rispetto alle altre monete.
Nel 1988 il Plaza venne acquistato da Donald Trump per 407,5 milioni di dollari e l'edificio ottenne la nomina a National Historic Landmark; un primato newyorkese che condivide soltanto con il Waldorf-Astoria Hotel. Nel 1995 lo stesso Trump vende l'hotel per 325 milioni di dollari a Richard Campbell.
Nel 2004 l'hotel venne acquistato per 675 milioni dal gruppo israeliano El Ad Properities e riaprì nel 2005 dopo un'importante ristrutturazione che destinò anche parte dell'edificio ad uso residenziale e commerciale. Dal 31 luglio 2012 il Plaza è gestito dal gruppo indiano Sahara India Pariwar che per 570 milioni ha acquistato il 75% del pacchetto azionario dalla Ed Ad Properties.

## Descrizione
Caratterizzato dalla coppia di alti timpani l'edificio ha un aspetto austero riferibile all'architettura rinascimentale nord-europea, con influenza dello stile reinassance francese, in sintonia con la moda newyorchese tipica dell'architettura residenziale di inizio Novecento.
L'immobile è a pianta quadrangolare e ha un'altezza di 76 metri che si sviluppano su 20 piani, per una lunghezza di 120 metri per lato e sorge sul Central Park South di Manhattan, in corrispondenza del lato ovest della Grand Army Plaza, da cui prende il nome. Ciascun angolo dell'edificio è caratterizzato da bow-windows a pianta circolare che si sviluppano a tutt'altezza.
Originariamente l'hotel contava ben 800 camere ma, nella sua ultima configurazione, la struttura dispone di 282 camere, palestra, spa, piscina coperta, 152 unità abitative condominiali e una vasta area commerciale sotterranea che comprende negozi di abbigliamento, elettronica e il ristorante Plaza Food Hall gestito dallo chef Todd English.

## Riferimenti nella cultura di massa

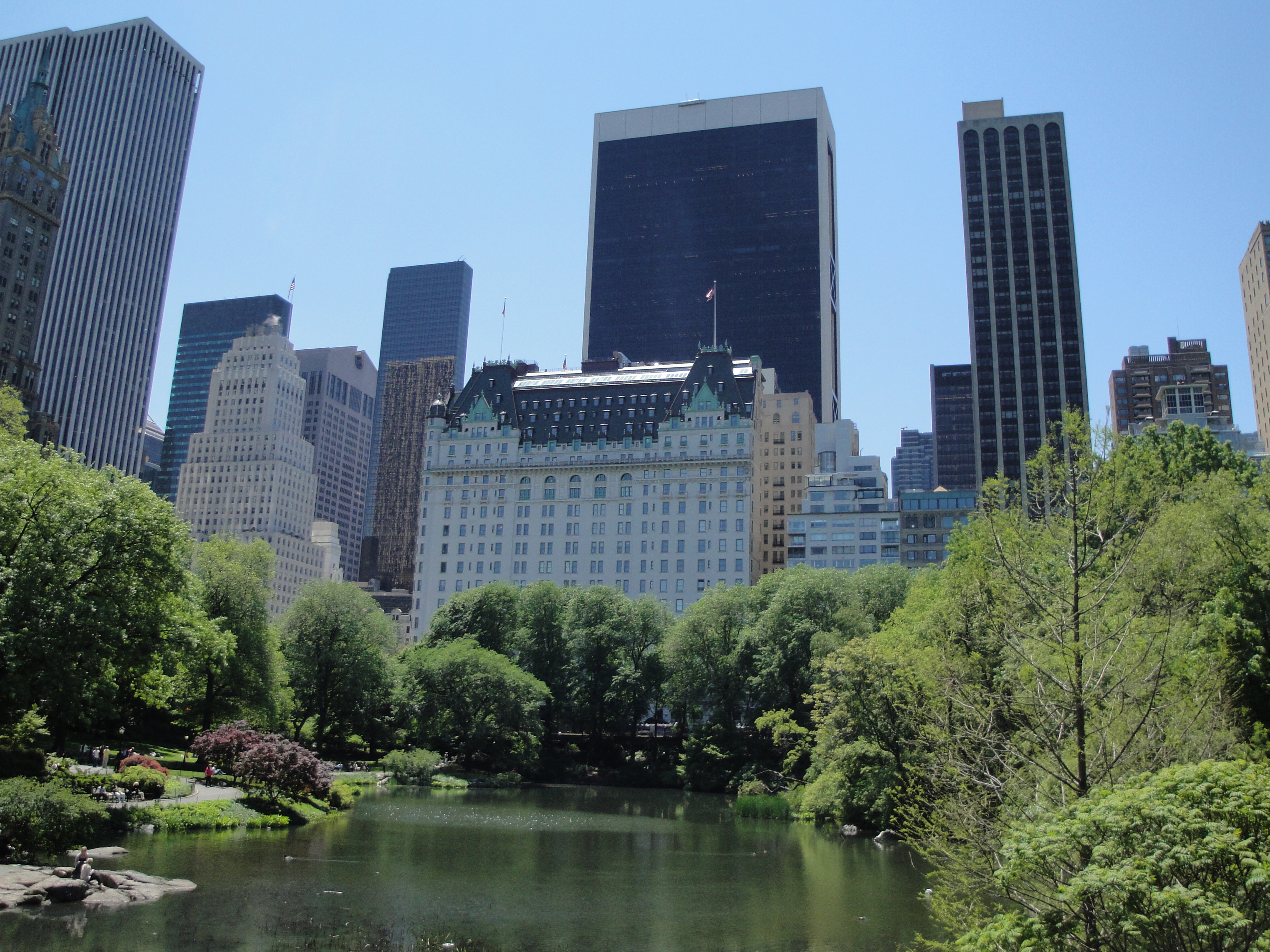
Una vista dell'hotel da Central Park

### Cinema
La prima apparizione cinematografica dell'Hotel Plaza, all'epoca recentemente ristrutturato, fu nel film thriller di Alfred Hitchcock Intrigo internazionale, nel 1958.
Questa è la cronologia di tutte le apparizioni dell'Hotel Plaza nelle pellicole cinematografiche:
- Intrigo internazionale (1959)
- A piedi nudi nel parco (1967)
- Funny Girl (1968)
- Appartamento al Plaza (1971)
- Come eravamo (1973)
- Amore al primo morso (1979)
- Arturo (1981)
- ...e tutti risero (1981)
- Cotton Club (1984)
- Chi più spende... più guadagna! (1985)
- Mr. Crocodile Dundee (1986)
- Mr. Crocodile Dundee 2 (1988)
- Affari d'oro (1988)
- King of New York (1990)
- Scent of a Woman - Profumo di donna (1991)
- Mamma, ho riperso l'aereo: mi sono smarrito a New York (1992)
- Flodder in Amerika! (1992)
- Insonnia d'amore (1993)
- Può succedere anche a te (1994)
- Funny Money - Come fare i soldi senza lavorare (1996)
- Quasi famosi (2000)
- Hollywood Ending  (2002)
- Eloise at Christmastime (2003)
- Eloise at the Plaza (2003)
- Disaster Zone: Volcano in New York (2006)
- Gossip Girl (2007-2012)
- Bride Wars - La mia migliore nemica (2009)
- Il grande Gatsby (2013)
- American Hustle - L'apparenza inganna (2013)
- Natale al Plaza (2019)